# علاقات الدول المحور خارجية
تشمل العلاقات الخارجية لدول المحور الدول التي لم تكن أعضاء بشكل رسمي في المحور، ولكن تربطها علاقات مع دولة واحدة أو أكثر من الأعضاء.

## أوروبا

### فرنسا
وقعت فرنسا قبل معركة فرنسا اتفاقية ميونيخ التي سمحت للمجر وألمانيا النازية، الدولتان التابعتان للمحور، وبولندا، الدولة الحليفة أيضًا، بالاستيلاء على تشيكوسلوفاكيا في عام 1938.

### أيرلندا
كانت أيير، كما عُرِفت جمهورية أيرلندا في ذلك الوقت، محايدة رسميًا خلال الحرب. كانت أيرلندا الشمالية جزءًا من المملكة المتحدة. حاولت ألمانيا إدخال الجواسيس بالتسلل إلى المملكة المتحدة عن طريق أيرلندا بين عامي 1939-1940، ولاقت هذه المحاولات الفشل باستمرار.
حاولت أبفير، الاستخبارات العسكرية الألمانية، تعزيز روابط جمع المعلومات الاستخبارية مع الجيش الجمهوري الأيرلندي خلال الفترة منذ عام 1939 حتى عام 1943؛ ولكنها وجدت أن الجيش الجمهوري الأيرلندي لم يكن جاهزًا لتنفيذ أي مهمة. سافر أعضاء الجيش الجمهوري الأيرلندي مثل فرنسيس ستيوارت إلى ألمانيا لإجراء مناقشات على الرغم من أن أغلبها كانت بلا جدوى.
وضع الجيش الألماني خططًا توضح بالتفصيل كيفية غزو أيرلندا. أُطلِق على هذه الخطط اسم الخطة الخضراء، وسُمي أي غزو بمثابة هجوم مضلل لدعم هجوم رئيسي لغزو بريطانيا بعنوان عملية أسد البحر. أُجِّلت كلتا الخطتين بحلول عام 1942. جاء الألمان أيضًا إلى أيرلندا، وكان أبرزهم هرمان كورتز، الذي قُبِض عليه وبحوزته «خطة كاثلين»، وهي خطة للجيش الجمهوري الأيرلندي توضح بالتفصيل الغزو النازي لأيرلندا الشمالية.
ذهب التاوسيتش الأيرلندي (رئيس الوزراء) إيمون دي فاليرا بمناسبة وفاة أدولف هتلر بزيارة مثيرة للجدل للقاء السفير الألماني إدوارد هيمبل للتعبير عن تعاطفه مع الشعب الألماني في وفاة الفورر.
خدم عدد قليل من الأيرلنديين في القوات الألمانية، فخدم جيمس برادي وفرانك سترينغر في قوات إس إس- جاغدفيرباند ميتي خلال عامي 1944-1945، وواجهوا المحاكمة العسكرية والسجن بعد الحرب، وذلك بالإضافة إلى شخص ثالث، وهو الطبيب الأيرلندي باتريك أونيل الذي ربما يكون قد خدم في قوات الصدمة الألمانية إس إس 500.
قاتل أكثر من 40 ألف أيرلندي جنبًا إلى جنب مع البريطانيين خلال الحرب، بما في ذلك أصغر قائد جناح في سلاح الجو الملكي البريطاني في التاريخ الطيار البطل بادي فينوكين. أنتجت أيرلندا عتادًا بريطانيًا عسكريًا بموجب عقد، وقصفتها لوفتفافه (القوات الجوية الألمانية) خلال الحرب أثناء قصف دبلن في الحرب العالمية الثانية، وذلك على الرغم من وضع أيرلندا المحايد. حفز الخوف من الخطة البريطانية دبليو لإعادة غزو أيرلندا الاستعدادات الأيرلندية للدفاع عن الجزيرة ضد احتمال هجوم ألماني أو بريطاني. سمحت الحكومة الأيرلندية لطائرات سلاح الجو الملكي البريطاني في وقت لاحق من الحرب عندما هدأ خطر الغزو البريطاني بالتحليق في ممر دونيغال منذ عام 1941. كان هذا انتهاكًا للحياد الأيرلندي، فلم يُعلن عنه في ذلك الوقت.
أنهت أيرلندا الحرب العالمية الثانية كواحدة من خمس دول أوروبية (غير صغيرة) فقط لتجنب دخول الحرب.

### مدينة الفاتيكان
حُلَّت المسألة الرومانية في 11 فبراير عام 1929 بين الكرسي الرسولي (كيان سياسي) ومملكة إيطاليا. وقع بينيتو موسوليني وبيترو كاردينال غاسباري المعاهدة نيابة عن الملك فيكتور إيمانويل الثالث والبابا بيوس الحادي عشر (1922-1939) على التوالي. أنشأت اتفاقية لاتران والكونكورد دولة مستقلة لمدينة الفاتيكان ومنحت الكاثوليكية وضعًا خاصًا في إيطاليا.
كان الكرسي الرسولي واحدًا من الدول القليلة التي أقامت علاقات دبلوماسية مع دولة مانشوكو الدمية اليابانية.

### يوغوسلافيا
عُرِفت التشيتنيك (مفارز تشيتنيك للجيش اليوغوسلافي) التابعة للجنرال دراجا ميهايلوفيتش جزءًا من الحلفاء؛ ولكنهم تعاونوا مع الألمان والإيطاليين في النضال ضد الثوار اليوغوسلافيين بدلًا من القتال ضدهم.

## آسيا

### أفغانستان
دعا محمد ظاهر شاه في أفغانستان تحت وصاية أعمامه وأحد أبناء عمومته، وتلقى الدعم الصناعي من ألمانيا. طور المهندسون ورجال الأعمال الألمان مصانع ومشاريع كهرومائية داخل أفغانستان بحلول عام 1935. كان من المتوقع أيضًا الحصول على دعم قليل من اليابان وإيطاليا.
بقي البريطانيون والسوفييت قلقين من العدد الكبير من الموظفين الألمان غير الدبلوماسيين داخل البلاد؛ وذلك على الرغم من إعلان أفغانستان حيادها في 17 أغسطس عام 1940. أمرت الحكومتان البريطانية والسوفيتية أفغانستان في أكتوبر بإزالة جميع أفراد المحور غير الدبلوماسيين من البلاد. اعتبر الشاه وأتباعه المطالب مهينة وغير شرعية، لكنهم لاحظوا الغزو السريع لإيران في أغسطس. قبلوا المطالب وبدأوا بممارسة الحياد المطلق لعدم رغبتهم في حدوث نفس الشيء لبلدهم.

### الصين
تمتعت الصين بعلاقات ودية مع ألمانيا بعد الحرب العالمية الأولى، وذلك بسبب فقدان ألمانيا لممتلكاتها الاستعمارية في الصين بعد هزيمتها. طالبت الصين بالخبرة الصناعية الألمانية، بينما رأت ألمانيا الصين كسوق كبير.
دخلت ألمانيا في تعاون مكثف مع الصين مع بروز النازيين في ألمانيا في عام 1933، إذ طلب النازيون المواد الخام الصينية لاقتصادها المخطط، وسعى شيانج كاي شيك للنصيحة الألمانية في إصلاح الجيش لمقاومة اليابانيين والشيوعيين. استحوذت البورصة الصينية الألمانية في ذروة هذا التعاون على 17% من تجارة الصين الخارجية، وكانت الصين ثالث أكبر شريك تجاري مع ألمانيا.
انخفض تعاون الصين القومية وألمانيا النازية مع الحرب الصينية اليابانية الثانية في عام 1937، ففضلت ألمانيا اليابان، حليفتها المناهضة للكومنترن (الشيوعية الدولية)، كحصن ضد الاتحاد السوفيتي. استمرت الاتصالات لبعض الوقت حتى يوليو عام 1941، وذلك عندما اعترفت ألمانيا النازية بحكومة وانغ جين وي الدمية اليابانية، فأدى ذلك إلى إنهاء العلاقات مع حكومة شيانج. أعلنت الصين القومية الحرب رسميًا على اليابان وألمانيا النازية في 9 ديسمبر عام 1941 بعد الهجوم الياباني على بيرل هاربور.

## الأمريكتان

### الولايات المتحدة
أظهرت الولايات المتحدة عدم تفضيلها لأي عضو من أعضاء المحور بشكل رسمي، ولكن قبل الهجوم على بيرل هاربور في ديسمبر عام 1941، كان هناك بعض رجال الأعمال الأمريكيين المرتبطين بالتجارة اليابانية وأنصار القضية اليابانية في البلاد؛ فسمحت اتفاقية التجارة لعام 1939 لتوماس دبليو لامونت (من جون بيربونت مورجان وشركة وارانتي الائتمانية) بزيارة اليابان؛ وإقامة أعمال تجارية مع الكونت كاباياما ايسوكي (من شركة تصنيع الحديد في اليابان)، وفوجي فوجيساوا (المسؤول عن جمع خردة الحديد في الولايات المتحدة ) ونوبورو أوتاني (رئيس شركة الشحن البحري إن. واي. كيه) من بين آخرين.
نشر جورج برونسون ري أحد المؤيدين، وهو مهندس سكك حديد سابق وخبير في الشؤون الصينية، في عام 1935 «قضية مانشوكو» (عبر شركة دي أبلتون سينشري للنشر في نيويورك)، إذ دافع عن الحماية اليابانية لمانشوكو الدمية.
أصبح عدد قليل من أسرى الحرب الأمريكيين أعضاء في القوات المسلحة الألمانية خلال الحرب، ولكن لم تنشأ أي وحدة منظمة من المتطوعين الأمريكيين. خدم خمسة مواطنين أمريكيين في جناح فافن إس إس في مايو عام 1940، ومن بينهم مارتن جيمس مونتي (من سانت لويس)، وأونتشتونفوهرر إس إس وبيتر ديلاني (المعروف أيضًا باسم بيير دو لا ني دو فير) (من لويزيانا)، وهوبتستثرمفهرر إس إس في جناح فافن إس إس. خدم كلاهما في وحدة إس إس-ستاندارت كورت إيغرز، ويعتقد أن ديلاني خدم لاحقًا في فيلق المتطوعين الفرنسيين ضد البلشفية. التقى بمونتي وربما رتب له الدخول في فافن إس إس. قُتل ديلاني في عام 1945. قُتِل ثمانية متطوعين أمريكيين آخرين في الخدمة الألمانية أيضًا.